# Аме
Аме (на френски: Amay) е селище в Югоизточна Белгия, окръг Юи на провинция Лиеж. Населението му е около 13 100 души (2006).

## Известни личности
Родени в Аме
- Зеноб Грам (1826 – 1901), инженер